# Carlo Parri (pittore)
Carlo Parri (Torrita di Siena, 2 giugno 1897 – Genova, 19 settembre 1969) è stato un pittore italiano.

## Biografia

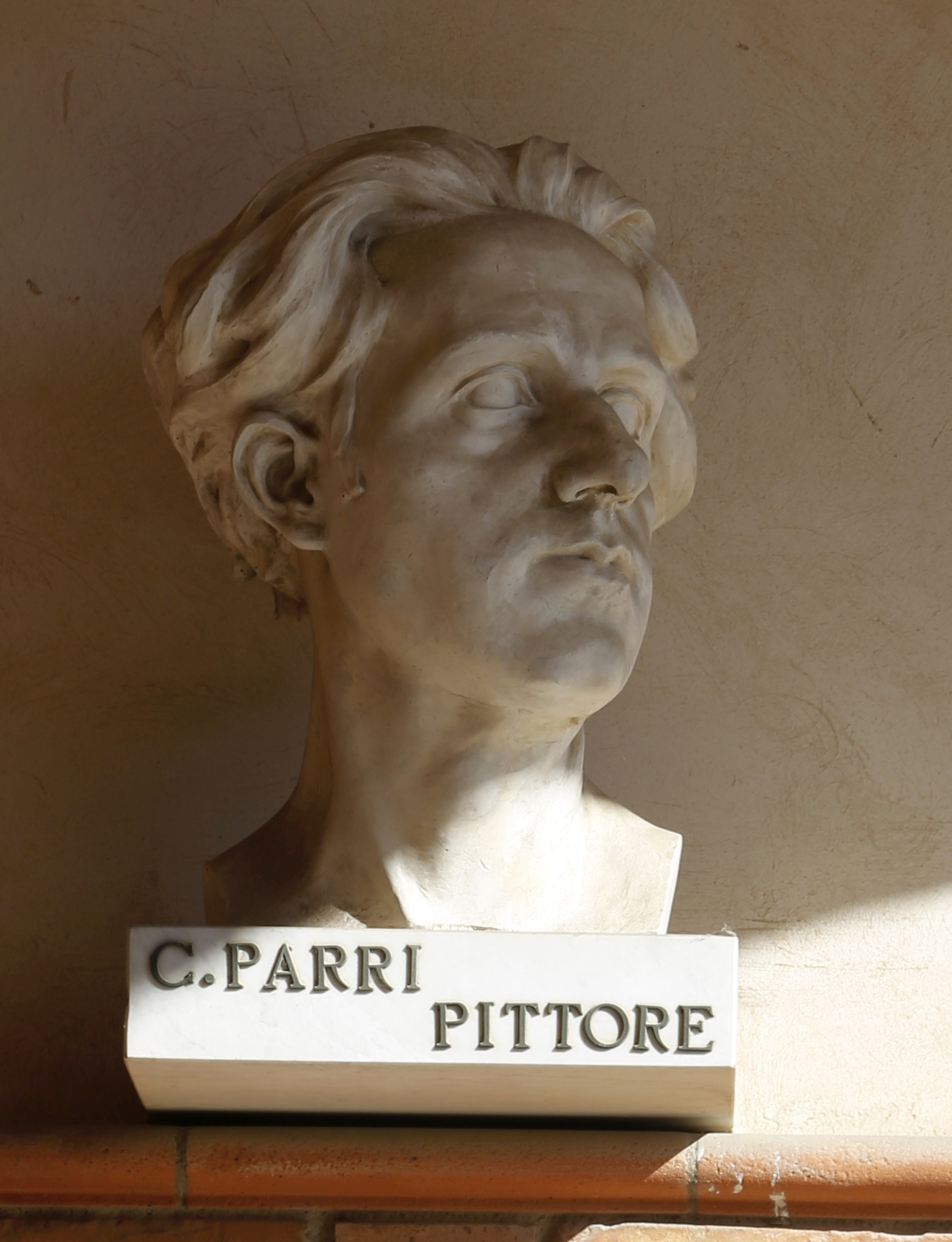
Carlo Parri, busto in Torrita di Siena

Studiò all'Accademia Ligustica di Belle Arti di Genova e l'Accademia di Francia a Villa Medici in Roma. Dall'età di 11 anni visse a Genova e lì fece parte del "Gruppo della Casana", (movimento di libera iniziativa delle arti). Dal 1927 partecipò alle esposizioni della Società per le Belle Arti ed Esposizione Permanente di Milano.
Ritrattista di un certo livello prese parte ai Premi Nazionali Ritrattistici di Milano e Firenze e fu presente alle esposizioni nazionali d'arte dell'Accademia di Brera e Biennale di Milano, Quadriennale di Torino, Belle Arti di Napoli Rassegna d'Arte Figurative a Roma.

## Opere
I soggetti delle sue opere  hanno variato ma con una particolare predilezione per le figure umane, nudi, nature morte e paesaggi tipici della campagna toscana